# San Cristoforo sul Naviglio
A San Cristoforo sul Naviglio egy milánói templom.

## Története
E templomot azon a helyen emelték, ahol a régi város egyik legfontosabb kapuja állt, a Porta Ticinese közelében és az ide érkező utasok pihenője volt. Szent Kristófnak, az utasok és zarándokok védőszentjének ajánlották. Két részből áll, egy régebbi, román stílusú templomból (a bal oldalon), amely a 13. század elejéről származik és egy gótikus stílusú kápolnából (Capella Ducale)l, amelyet 1404-ben szenteltek fel, annak örömére, hogy az 1399. évi, rettenetes pestis elvonult a város fölül (több mint 20 ezer áldozatot szedett). 1364-ben a zarándokok számára egy ispotályt is építettek. Mivel Szent Kristófot a modern időkben a motorosok is védőszetjükké fogadták, évente július 24-én hosszú autósorok kígyóznak a templom felé. A gépkocsivezetők abban bizakodnak, hogy ha itt áldást kapnak, elkerülik a balesetet.

## Leírása
Az egyhajó román stílusban épült templomot egy félkör alakú apszis zárja le. A főhomlokzat 1405-ben épült gótikus stílusban és a Viscontiak címere díszíti. A harangtorony a 15. században épült. A templombelsőt Ambrogio da Fassano (ismertebb nevén Bergognone) iskolájából származó festők freskói díszítik.